# 福田啓二 (外交官)
福田 啓二（ふくだ けいじ）は、日本の外交官。外務省儀典官や、イスタンブール総領事、駐スロベニア特命全権大使を務めた。

## 経歴・人物
香川県高松市出身。1976年香川大学経済学部経営学科卒業、外務省入省。在ポーランド日本国大使館参事官や外務省儀典官を経て、2012年イスタンブール総領事。2015年駐スロベニア特命全権大使。